# Acheirie
Die Acheirie, von altgriechisch χείρ cheir, deutsch ‚Hand‘+ ἀ Alpha privativum, ist das Fehlen einer Hand und des Handgelenkes, eine sehr seltene angeborene Fehlbildung. Sie kann einseitig oder beidseits auftreten.
Sie kann zusammen mit der Aphalangie (Fehlen von Finger- oder Zehengliedern), der Adaktylie (Fehlen von Fingern oder Zehen), der Acheiropodie (Fehlen von Hand und Fuß) und der Apodie (Fehlen des Fußes) zu den Terminalen transversalen Extremitätendefekten gezählt werden.

## Verbreitung
Die Häufigkeit wird mit 1 auf 65.000 Lebendgeburten angegeben. Die meisten Fälle treten sporadisch, also nicht familiär gehäuft, auf.

## Ursache
Besonders bei einseitiger Acheirie ist das Amniotische-Band-Syndrom eine häufige Ursache.
Bei einigen Syndromen kann eine Acheirie vorkommen:
- Cornelia-de-Lange-Syndrom[5]
- Dihydantoin-Embryopathie[6]
- Incontinentia pigmenti[7]

## Klinische Erscheinungen
Hand und Handgelenk fehlen vollständig, distal der Unterarmknochen sind im Röntgen keine knöchernen Elemente nachweisbar. Oft sind fingerartige Weichteilausstülpungen vorhanden.

## Diagnose
Die Diagnose wird meist bereits vorgeburtlich mittels Sonografie gestellt.